# Dolores Marimón Navarro
Dolores Marimón Navarro (La Eliana, 15 de septiembre de 1915 - La Eliana, 14 de octubre de 2003) fue la primera mujer que ocupó el cargo de regidora en el Ayuntamiento de La Eliana.

## Biografía
Nació el 15 de septiembre de 1915 en La Eliana. Estuvo casada con Vicente Marco Rubio, apodado "Cabrera", por lo cual ella fue conocida popularmente como "Cabrereta". Fruto de su unión nacieron tres hijos: Vicente (1946), Dolores (1949) y Amador (1952). Siendo muy joven trabajó en el campo en la cooperativa El Progreso y se unió a la Confederación Nacional del Trabajo (CNT), una unión confederal de sindicatos de ideología anarquista, que entonces tenía fuerte presencia en Cataluña, Aragón y Andalucía, pero era minoritario en Valencia y en particular en La Eliana. Después de la guerra trabajó en la fábrica Drake (ubicada donde hoy se halla La Siesta). Además como era habitual en aquellos años también trabajó en las faenas del campo y en labores de limpieza.

## Creación del ayuntamiento

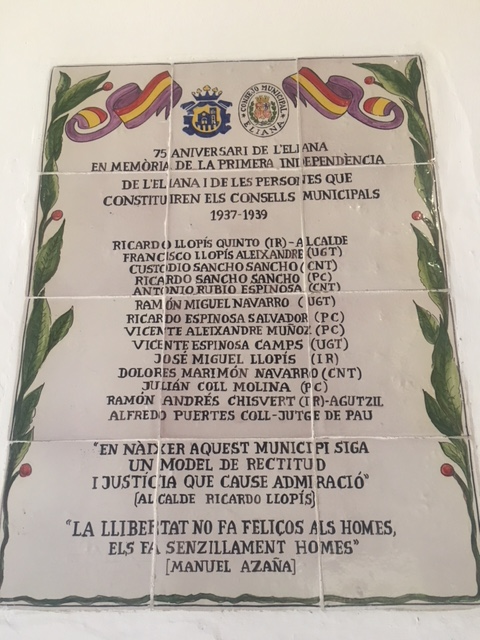
Placa 75 aniversario de la primera independencia de L'Eliana

A partir de 1936 los vecinos de La Eliana, encabezados por los cuatro partidos políticos que entonces existían ahí (Izquierda Republicana, Partido Comunista, Unión General de Trabajadores y la Confederación Nacional del Trabajo) empezaron a promover de modo oficial la segregación de La Pobla de Vallbona. Una primera solicitud fue presentada el 30 de noviembre de ese año ante el ministro de Gobernación, Ángel Galarza Gago. El 6 de mayo de 1937 se presenta una segunda petición mejor razonada y más documentada acompañada de 444 firmas de vecinos. Entonces el Consejo Municipal de La Pobla de Vallbona asume una actitud colaboradora y en la sesión del 5 de junio y 28 de junio de 1937 muestra su conformidad con la segregación e insta su pronta realización. Es así que el 10 de julio de 1937 se publica en la Gaceta de la República la autorización de la segregación. Luego el 13 de julio la orden se publica en el Boletín Oficial de la Provincia de Valencia. La primera sesión del Consejo Municipal de Eliana (sin artículo) se celebró el 19 de julio de 1937.
El curso desfavorable de la guerra producirá en 1938 tensiones personales y políticas en el seno del Consejo Municipal. En la sesión del 3 de abril de 1938 el alcalde Ricardo Llopis Quinto presentó su dimisión y también el Secretario Daniel Salmerón Pascual. Se pusieron substitutos interinos pero se hizo necesaria una completa reorganización cuando en los meses siguientes se produjeron dos nuevas dimisiones al ser llamados a filas. (fuerzas fascistas capturaron Castellón de la Plana el 14 de junio de 1938).

## Segundo Consejo Municipal
El 18 de julio de 1938 se celebró una sesión extraordinaria en la que se constituyó el segundo Consejo Municipal, formado por siete regidores, siendo reelegido alcalde Ricardo Llopís Quinto. Izquierda Republicana, UGT y Partido Comunista tendrán dos regidores cada uno y se repartirán los cargos y comisiones municipales. Por la anarquista CNT fue elegida Dolores Marimón Navarro, que entonces tenía 21 años, la única mujer de ese Consejo Municipal y primera en la historia de La Eliana en ser nombrada regidora. La decisión de Dolores Marimón fue especialmente valiente si tenemos en cuenta que en esos días se combatía a pocas decenas de kilómetros, pues entre el 18 y 23 de julio los fascistas lanzaron una feroz ofensiva contra la llamada "Línea XYZ" que era el último sistema de fortificaciones que defendía Valencia por el norte, y que resistió victoriosamente el embate combinado de artillería, aviación y asalto de tropas de infantería. En los meses siguientes las sesiones municipales se van a celebrar semanalmente, cambiándose el día de reuniones de jueves a lunes para que Dolores pueda asistir sin desatender sus obligaciones personales. Las sesiones municipales girarán principalmente en torno a la falta de fondos económicos, carencia de abastecimientos y problemas para alojar a los refugiados llegados de otras poblaciones. El 13 de marzo de 1939 se celebró la última sesión y poco después tropas fascistas ocupaban Valencia (1 de abril de 1939). Entonces La Eliana volvió a estar bajo la jurisdicción de las autoridades municipales de Puebla de Vallbona. Aunque muy pronto los vecinos de L'Eliana volvieron a ponerse manos a la obra para conseguir el reconocimiento de su independencia y el 15 de noviembre de 1939 volvían a presentar una nueva solicitud de segregación, sin embargo esto no se logrará sino casi dos décadas más tarde.

## Distinciones
El 25 de mayo de 2017 el Pleno del Ayuntamiento aprobó por unanimidad dar el nombre de Dolores Marimón Navarro a la sala de comisiones de Ayuntamiento de La Eliana.